# 11553 Scheria
11553 Scheria eller 1993 BD6 är en asteroid i huvudbältet som upptäcktes den 27 januari 1993 av den belgiske astronomen Eric W. Elst vid CERGA-observatoriet i Nice. Den är uppkallad efter Scheria i den grekiska mytologin.
Asteroiden har en diameter på ungefär 5 kilometer.